# Chiesa di San Giorgio (Reggio Emilia)
La chiesa di San Giorgio è un edificio religioso sito in via Farini, nel centro storico di Reggio Emilia.

## Storia
Menzionata per la prima volta in alcuni documenti del 1146, nel 1610 passò sotto il controllo dei Gesuiti che, grazie al finanziamento di Flaminio Ruggeri, nel 1638, demolirono e poi ricostruirono la chiesa. Tra il 1675 ed il 1678 venne innalzato il campanile. Nel 1743, su progetto dell'architetto bolognese Torreggiani, vennero realizzate la crociera e la cupola. Divenuta proprietà del comune, è stata chiusa dopo il terremoto del 1996, e dopo alcuni interventi di restauro del tetto e della facciata, è stata riaperta per la mostra della settimana europea della fotografia.

## Descrizione

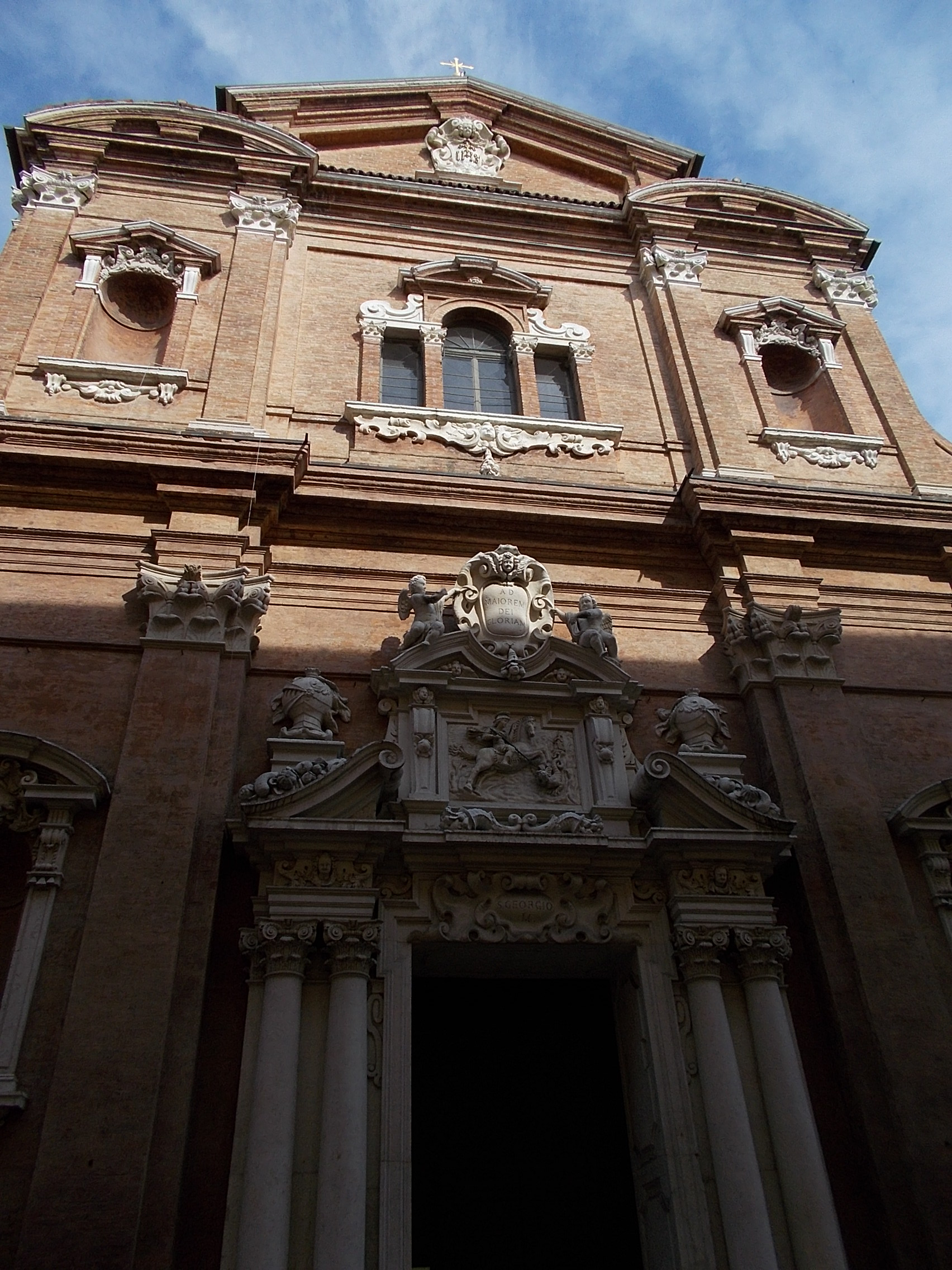
Facciata con l'altorilievo di San Giorgio che uccide il drago.

La modesta larghezza di questa via rende difficile la visuale della facciata, in mattoni a vista, ornata da varie sculture e da un grande portale barocco. Sopra il portale è collocato un altorilievo rappresentante San Giorgio a cavallo che trafigge il drago con una lancia di ottone. 
L'interno della chiesa è formato da una navata sola con una volta a ed ai lati si trovano varie cappelle unite da corridoi. Nella prima cappella a destra vi è un quadro raffigurante San Luigi Gonzaga, opera di Lucia Cassarini e di Girolamo Massarini. Nella stessa cappella vi è un ritratto, sempre di San Luigi Gonzaga, opera di Paolo Veronese. Nella seconda cappella vi è una tela con la Madonna della Ghiara e i SS. Ignazio e Francesco di Alessandro Tiarini. Nella terza vi è un quadro, di Orazio Talami, con Transito di San Giuseppe. Tutto l'interno, ma specialmente le cappelle, sono ornate da splendidi stucchi. Nell'altare maggiore vi sono tre quadri. In quello al centro, di Pietro Rotari, vi è raffigurato San Giorgio intento a sacrificare agli idoli, in quello a sinistra, di Francesco Vellani, vi è il Martirio del Santo, e in quello a destra, di Giovanni Bettino Cignaroli, la Cattura.